# オリンピック・バーチャルシリーズ
オリンピック・バーチャルシリーズ(OVS=Olympic Virtual Series)は、2021年5月13日から6月23日にかけて国際オリンピック委員会（IOC）が各国際競技連盟と初めて主催した公式eスポーツ大会。 野球のほか、サイクリング、ボート、セーリング、モータースポーツとさまざまなeスポーツがOVSとして開催された。

## 概要
OVSは、東京2020オリンピックに先駆けて5月13日に開幕。毎年恒例のオリンピックデーである6月23日に決勝戦を開催。
バッハ会長は開催に向けて「オリンピックバーチャルシリーズは、バーチャルスポーツの分野で新しい視聴者との直接的な関わりを深めることを目的とした、新しいユニークなオリンピックデジタルな体験です。その構想は、オリンピックアジェンダ2020+5およびIOCのデジタル戦略に沿ったもので、スポーツへの参加を促し、特に若者に焦点を当てたオリンピックの価値観の促進を願っています。」と発言した
新しい試みとしてモータースポーツである「グランツーリスモ」が採用されている。モータースポーツが、オリンピックの競技の一部になったのは歴史上、1900年パリオリンピックの公開競技が唯一である。

## 競技ゲーム
| 競技       | 主催                     | ゲーム                                                             |
| ---------- | ------------------------ | ------------------------------------------------------------------ |
| 野球競技   | 世界野球ソフトボール連盟 | eBASEBALLパワフルプロ野球2020                                      |
| 自転車競技 | 国際自転車競技連合       | Zwift                                                              |
| ボート競技 | 国際ボート連盟           | Open format（個人用ローイングマシンと時間・距離計測専用Webアプリ） |
| セーリング | ワールドセーリング       | Virtual Regatta                                                    |
| 自動車競技 | 国際自動車連盟           | グランツーリスモSPORT                                              |